# Mathieu Burgaudeau
Mathieu Burgaudeau, né le 17 novembre 1998 à Noirmoutier-en-l'Île (Vendée), est un coureur cycliste français, membre de l'équipe TotalEnergies. Il a notamment remporté une étape de Paris-Nice en 2022.

## Biographie

### Carrière amateur
Mathieu Burgaudeau découvre le cyclisme lors de sorties de VTT le dimanche, avec son père,. Après avoir participé à un triathlon par équipes avec des amis, il prend sa première licence en fin d'année 2012, au club de Saint-Jean-de-Monts Vendée Cyclisme. Il participe à ses premières compétitions au mois de septembre, d'abord en cyclo-cross. L'année suivante, il passe à la route et s'impose dès sa deuxième course, pour sa première saison chez les cadets (moins de 17 ans),.
Au deuxième semestre 2017, il termine deuxième des Trois jours de Cherbourg.
En 2017, il devient stagiaire au sein de l'équipe cycliste Direct Énergie et participe avec celle-ci au Tour de l'Ain 2017. Le 23 juillet 2018, l'équipe annonce son arrivée dans le peloton professionnel pour la saison 2019.

### Carrière professionnelle
Il commence sa carrière professionnelle sur deux manches du Challenge de Majorque 2019. Il décroche sa première place sur Paris-Troyes (17e) le 17 mars. Le 15 juin, il termine 8e d'une étape du Tour de Belgique. En août, il est sélectionné en équipe de France pour participer au Tour de l'Avenir en compagnie de Clément Champoussin, Simon Guglielmi, Aurélien Doleatto et Alan Boileau. En fin de saison, il termine 9e du championnat du monde espoirs.
Son équipe faisant face à différentes blessures et auteur personnellement d'un championnat de France 2020 convaincant, il est retenu pour prendre part à son premier Tour de France. Il y est notamment échappé lors de la quatrième étape.
Le 11 mars 2022, il remporte sa première victoire chez les professionnels lors de la sixième étape de Paris-Nice,.
Lors du Tour de France 2023, il participe à plusieurs échappées et obtient notamment la deuxième place de la douzième étape et la troisième place de la quinzième étape. Il est en septembre deuxième de la Bretagne Classic, devancé au sprint de cette classique World Tour par Valentin Madouas. Son équipe annonce durant ce mois l'extension de son contrat pour deux saisons. À la fin du mois, il subit une fracture de la clavicule droite lors d'un entraînement, et est contraint d'arrêter sa saison prématurément.

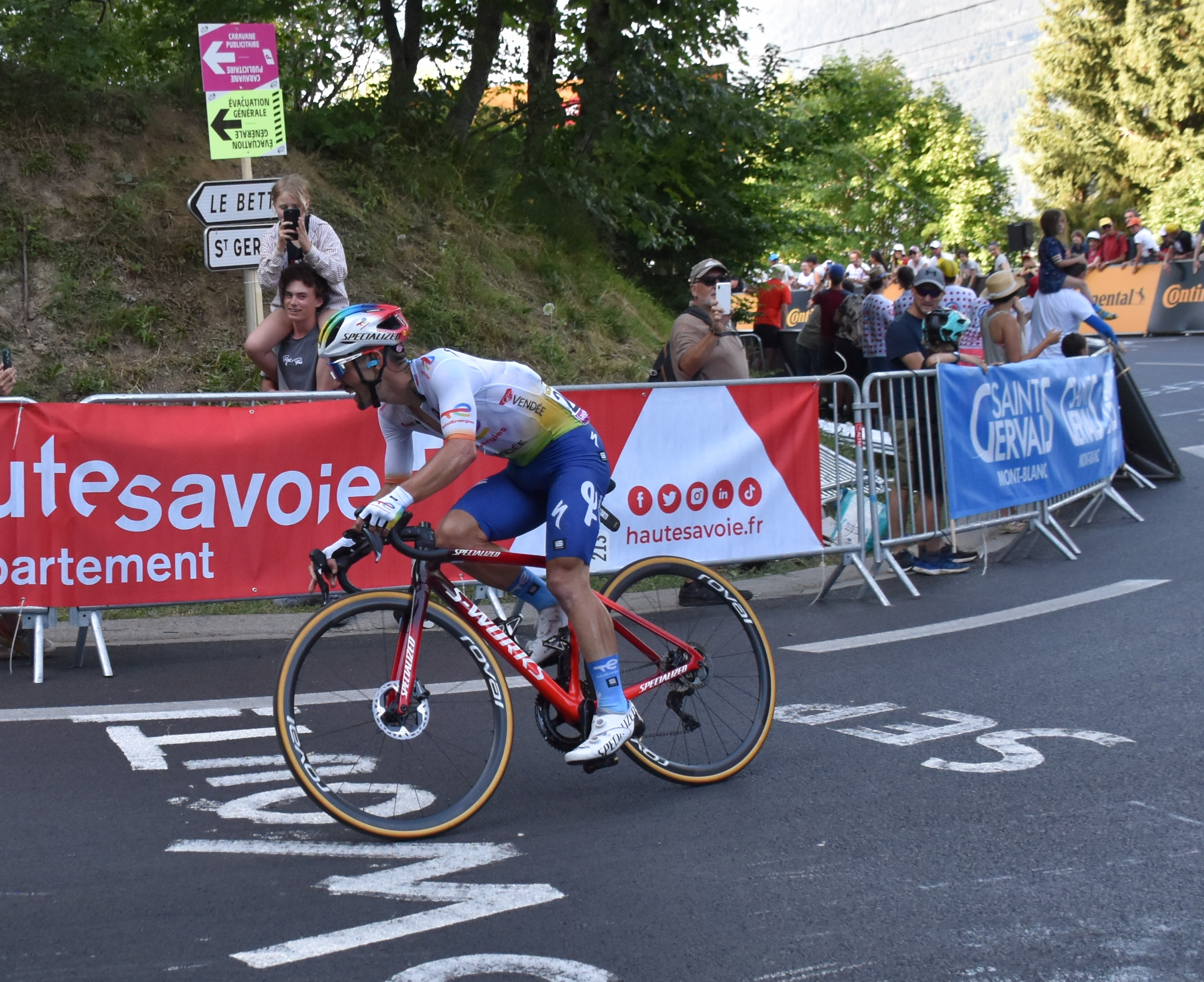
Mathieu Burgaudeau - Tour de France 2023 - 3e de la 15e étape, à 1 km de l'arrivée.
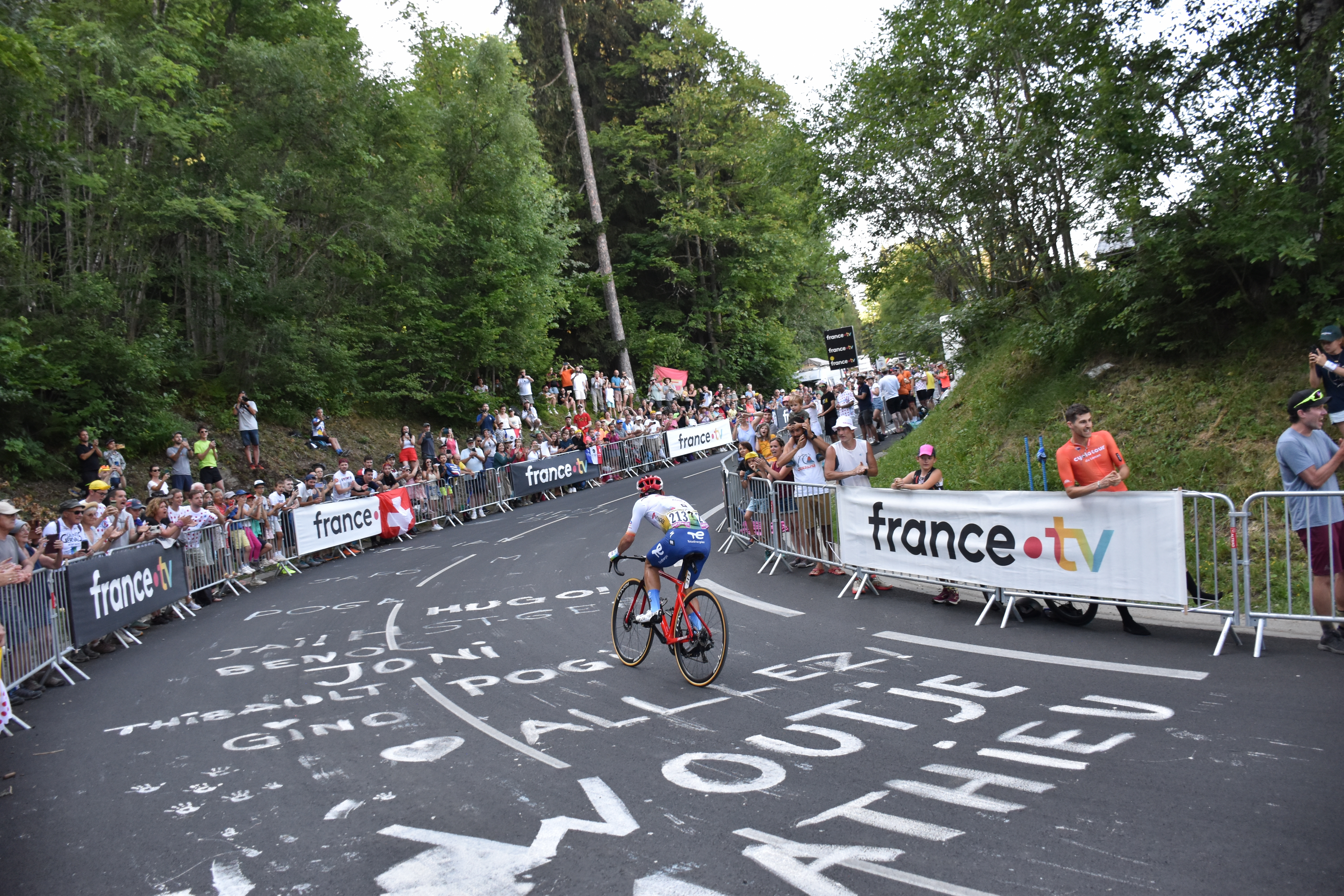
Mathieu Burgaudeau - Tour de France 2023 - 3e de la 15e étape, à 1 km de l'arrivée.

En août 2024, Burgaudeau remporte en solitaire à Limoges la dernière étape du Tour du Limousin. En septembre, il remporte deux étapes et le classement général du Tour d'Istanbul,,.

## Palmarès

### Palmarès amateur
| - 2015 - 2e étape du Tour de Loué-Brulon-Noyen - Trophée Sébaco : - Classement général - 1re étape - 2e étape du Tour du Canton d'Aurignac - 2e du Tour du Canton d'Aurignac - 2e du Prix de la Saint-Laurent Juniors - 3e du Tour de Loué-Brulon-Noyen - 3e du Prix de Mehun-sur-Yèvre - 2016 - 1re et 4e étapes du Tour du Valromey - 2e du Trophée de la Ville de Châtellerault - 3e des Boucles Cyclistes du Sud Avesnois - 3e du Grand Prix du Pays Mareuillais - 2017 - Manche-Atlantique - Tour du Lot-et-Garonne - Boucles dingéennes - 2e du Circuit de la vallée de la Loire - 2e du Circuit du Pays de Craon - 2e du Tour de Mareuil-Verteillac-Ribérac - 2e des Trois Jours de Cherbourg | - 2018 - Circuit de l'Essor - 2e des Boucles de l'Essor - 2e de Manche-Atlantique - 2e de Bordeaux-Saintes - 2e du Circuit des Vignes - 3e de Gand-Wevelgem espoirs - 2019 - 9e du championnat du monde sur route espoirs |  |

### Palmarès professionnel
- 2021
  - 3e de la Coppa Sabatini
  - 3e des Boucles de l'Aulne
- 2022
  - 6e étape de Paris-Nice
  - 2e du Tour du Doubs
- 2023
  - 2e de la Bretagne Classic
- 2024
  - 4e étape du Tour du Limousin-Périgord-Nouvelle-Aquitaine
  - Tour d'Istanbul : 
    - Classement général
    - 2e et 3e étapes

## Résultats sur les grands tours

### Tour de France
5 participations
- 2020 : 131e
- 2022 : 68e
- 2023 : 31e
- 2024 : 63e
- 2025 : 63e

## Classements mondiaux
| Année                                 | 2017  | 2018  | 2019  | 2020  | 2021 | 2022 | 2023 | 2024 |
| ------------------------------------- | ----- | ----- | ----- | ----- | ---- | ---- | ---- | ---- |
| Classement mondial                    | 1469e | 1362e | 1121e | 1201e | 199e | 206e | 97e  | 249e |
| UCI Europe Tour                       | 940e  | 844e  | 792e  | 926e  | 170e | 168e | 79e  | nc   |
|                                       |       |       |       |       |      |      |      |      |
| Légende : nc = non classéSource : UCI |       |       |       |       |      |      |      |      |